# Polinices hacketti
Polinices hacketti is een slakkensoort uit de familie van de Naticidae. De wetenschappelijke naam van de soort is voor het eerst geldig gepubliceerd in 1975 door Marincovich.